# グアナカステ州
グアナカステ州（グアナカステしゅう、Provincia de Guanacaste）は、コスタリカの州のひとつ。面積10,140.71平方キロメートル、人口264,238人。州都はリベリア。コスタリカ観光の中心となっている州。

## 地理
ニカラグアと国境を接する。ニコヤ半島の北半分を占める。海岸は砂浜が多く、海水浴場として多く利用される。

## 隣接州
- リバス県
- アラフエラ州
- プンタレナス州

## 下位行政区画
1. Liberia
2. Nicoya
3. Santa Cruz
4. Bagaces
5. Carrillo
6. Cañas
7. Abangares
8. Tilarán
9. Nandayure
10. La Cruz
11. Hojancha